# Горячева Ірина Георгіївна
Ірина Георгіївна Горячева (нар. 30 травня 1947, Свердловськ, СРСР) — радянський і російський вчений, фахівець в області механіки деформівного твердого тіла, механіки контактних взаємодій та трибології. Доктор фізико-математичних наук, професор МДУ і МФТІ, академік РАН (2003; член-кореспондент з 1997 року).

## Біографія
Народилася 30 травня 1947 року в Свердловську.
У 1965 році закінчила із золотою медаллю середню школу № 17 міста Тольятті Куйбишевської області.
Закінчила механіко-математичний факультет МГУ по кафедрі теорії пластичності (1970) та аспірантуру того ж факультету (1973); учениця Л. О. Галіна.
З 1973 року працює в Інституті проблем механіки АН СРСР (нині РАН) в лабораторії трибології (з 1996 року — завідувач цією лабораторією).
У 1974 році захистила кандидатську дисертацію на тему «Дослідження тертя кочення з врахуванням проковзування та в'язкопружності», а в 1988 році — докторську дисертацію «Контактні задачі в трибології».
Професор кафедри теорії пластичності МДУ, а також професор кафедри механіки керованих систем МФТІ.
Під керівництвом І. Г. Горячевої захищені 6 кандидатських дисертацій, а один з її учнів захистив докторську дисертацію.
Голова Міжвідомчої наукової ради з трибології РАН, Міносвіти Росії і Спілки наукових та інженерних об'єднань (товариств).
З 2011 року — голова Російського національного комітету з теоретичної та прикладної механіки.
Член редколегій журналів «Прикладна математика і механіка» (головний редактор з 2019), «Обчислювальна механіка суцільних середовищ», «Трибологія і зношення» та ін.
Обрана 30 травня 1997 року членом-кореспондентом РАН по Відділенню проблем машинобудування, механіки і процесів управління.
22 травня 2003 року обрана дійсним членом РАН по Відділенню енергетики, машинобудування, механіки і процесів управління.

## Наукові інтереси
І. Г. Горячева працює в області деформівного твердого тіла, займаючись в основному завданнями механіки контактних взаємодій та трибології.
Вклала істотний внесок у розробку теоретичних основ механіки дискретного контакту і методів розрахунку контактних характеристик однорідних та неоднорідних шорстких тіл, у розвиток теорії взаємодії пружних і в'язкопружних тіл з урахуванням адгезійних сил різної природи, у побудову аналітичних методів розв'язання ряду змішаних задач теорії пружності та в'язкопружності.
Ірина Горячева є автором понад 150 публікацій, у тому числі трьох монографій.

## Нагороди
- Лауреат премії Ленінського комсомолу (1979).
- Лауреат Національної премії громадського визнання досягнень жінок «Олімпія» Російської Академії бізнесу і підприємництва в 2005 р.[8]
- Лауреат премії Уряду Російської Федерації в галузі науки і техніки за 2006 рік — «за створення і впровадження у машинобудування високоресурсних великогабаритних екологічно чистих вузлів тертя ковзання з високими триботехнічними властивостями»[9].
- Золота медаль в галузі трибології (2009)[10]

## Вибрані праці
- И. Г. Горячева, М. Н. Добычин. Контактные задачи в трибологии. М.: Машиностроение, 1988, — 254 с.
- I.G.Goryacheva. Contact Mechanics in Tribology. Kluwer Academic Publishers, Dordrecht/Boston/London, 1998, 344 p.
- Горячева И. Г.  Механика фрикционного взаимодействия / Отв. ред. А. Ю. Ишлинский. — М.: Наука, 2001. — 478 с. — ISBN 5-02-002567-4.
- I.G.Goryacheva. Development of Galin's Research in Contact Mechanics. In L.A.Galin and G.M.L.Gladwell (Ed) Contact Problems, Springer, 2008, pp. 207—237[4]
- Применение методов механики контактных взаимодействий при диагностике патологических состояний мягких биологических тканей / В. А. Садовничий, И. Г. Горячева, А. А. Акаев и др. — Издательство Московского университета Москва, 2009. — 306 с. ISBN 978-5-211-05696-1
- Алюминиевые сплавы антифрикционного назначения / Н. А. Белов, Е. И. Гершман, И. С. Гершман и др. — Изд. Дом МИСиС Москва, 2016. — 223 с. ISBN 978-5-906848-22-8
- Трение эластомеров. Моделирование и эксперимент / И. Г. Горячева, Ю. Ю. Маховская, А. В. Морозов, Ф. И. Степанов. — Ижевский институт компьютерных исследований Ижевск, 2017. — 204 с. ISBN 978-5-4344-0429-7[11]